# Chris Hoy
Christopher Andrew Hoy, conegut com a Chris Hoy, (Edimburg, Regne Unit, 23 de març de 1976) és un ciclista escocès, guanyador de set medalles olímpiques.

## Biografia
Va néixer el 23 de març de 1976 a la ciutat d'Edimburg, població britànica situada a Escòcia.

## Carrera esportiva
Especialista en la modalitat de ciclisme en pista, als 24 anys va participar en els Jocs Olímpics d'Estiu de 2000 realitzats a Sydney (Austràlia), on va aconseguir guanyar la medalla de plata en la prova masculina de velocitat per equips. També participà en la prova de keirin, però no tingué èxit.
En els Jocs Olímpics d'Estiu de 2004 realitzats a Atenes (Grècia) va aconseguir guanyar la medalla d'or en la prova masculina de quilòmetre contrarellotge, esdevenint l'últim campió olímpic d'aquesta modalitat, ja que el COI decidí eliminar aquesta prova del programa olímpic a partir dels següents Jocs. En aquests mateixos Jocs finalitzà cinquè en la prova masculina de velocitat per equips, guanyant així un diploma olímpic.
En els Jocs Olímpics d'Estiu de 2008 realitzats a Pequín (República Popular de la Xina) es convertí en l'autèntic rei del ciclisme en guanyar tres medalles d'or en les proves de velocitat individual, velocitat per equips i keirin. Als Jocs Olímpics d'Estiu de 2012 celebrats a Londres (Regne Unit) va aconseguir revalidar els seus títols olímpics en les modalitats de Keirin i velocitat per equips.
Al llarg de la seva carrera ha guanyat vint-i-cinc medalles en el Campionat del Món de ciclisme en pista, onze d'elles d'or; i quatre medalles en els Jocs de la Commonwealth, dues d'elles d'or.

## Palmarès
- 1999
  - Campió d'Europa sub-23 en Velocitat per equips (amb Craig McLean i Jason Queally)
- 2000
  -  Medalla de plata als Jocs Olímpics de Sydney en Velocitat per equips (amb Craig Maclean i Jason Queally)
  -  Campió de la Gran Bretanya de velocitat per equips
- 2001
  -  Campió de la Gran Bretanya de velocitat per equips
- 2002
  -  Campió del món en velocitat per equips (amb Jamie Staff i Craig McLean)
  -  Campió del món en Quilòmetre contrarellotge
  - Campió als Jocs de la Commonwealth en Quilòmetre contrarellotge
  -  Campió de la Gran Bretanya de velocitat per equips
- 2003
  -  Campió de la Gran Bretanya de velocitat per equips
- 2004
  -  Medalla d'or als Jocs Olímpics d'Atenes en Quilòmetre contrarellotge
  -  Campió del món en Quilòmetre contrarellotge
- 2005
  -  Campió del món en velocitat per equips (amb Jamie Staff i Jason Queally)
  -  Campió de la Gran Bretanya de Quilòmetre
- 2006
  -  Campió del món en Quilòmetre contrarellotge
  - Campió als Jocs de la Commonwealth en velocitat per equips
  -  Campió de la Gran Bretanya de Quilòmetre
  -  Campió de la Gran Bretanya de velocitat per equips
- 2007
  -  Campió del món en keirin
  -  Campió del món en Quilòmetre contrarellotge
  -  Campió de la Gran Bretanya de velocitat per equips
- 2008
  -  Medalla d'or als Jocs Olímpics de Pequín en Velocitat individual
  -  Medalla d'or als Jocs Olímpics de Pequín en Keirin
  -  Medalla d'or als Jocs Olímpics de Pequín en Velocitat per equips (amb Jamie Staff i Jason Kenny)
  -  Campió del món en velocitat
  -  Campió del món en keirin
- 2009
  -  Campió de la Gran Bretanya de velocitat
  -  Campió de la Gran Bretanya de keirin
  -  Campió de la Gran Bretanya de velocitat per equips
- 2010
  -  Campió del món en keirin
  -  Campió de la Gran Bretanya de velocitat per equips
- 2011
  -  Campió de la Gran Bretanya de velocitat
  -  Campió de la Gran Bretanya de keirin
  -  Campió de la Gran Bretanya de velocitat per equips
- 2012
  -  Medalla d'or als Jocs Olímpics de Londres en Keirin
  -  Medalla d'or als Jocs Olímpics de Londres en Velocitat per equips (amb Philip Hindes i Jason Kenny)
  -  Campió del món en keirin

### Resultats a laCopa del Món
- 1999
  - 1r a Ciutat de Mèxic i Fiorenzuola d'Arda, en Velocitat per equips
- 2001
  - 1r a Cali, en Quilòmetre
- 2002
  - 1r a Sydney, en Quilòmetre
  - 1r a Moscou i Sydney, en Velocitat per equips
- 2003
  - 1r a Ciutat del Cap, en Quilòmetre
  - 1r a Ciutat del Cap, en Velocitat per equips
- 2004
  - 1r a Sydney, en Quilòmetre
  - 1r a Manchester i Sydney, en Velocitat per equips
- 2004-2005
  - 1r a Manchester, en Quilòmetre
  - 1r a Manchester, en Velocitat per equips
- 2005-2006
  - 1r a Manchester, en Quilòmetre
  - 1r a Manchester, en Velocitat per equips
- 2006-2007
  - 1r a la Classificació general i a les proves de Sydney i Manchester, en Quilòmetre
  - 1r a Los Angeles, en Keirin
  - 1r a Los Angeles i Sydney, en Velocitat per equips
- 2007-2008
  - 1r a la Classificació general i a les proves de Sydney, Pequín i Copenhaguen, en Keirin
- 2008-2009
  - 1r a Copenhaguen, en Velocitat per equips
- 2009-2010
  - 1r a Manchester, en Keirin
  - 1r a Manchester, en Velocitat
  - 1r a Manchester, en Velocitat per equips
- 2010-2011
  - 1r a Manchester i Melbourne, en Keirin
  - 1r a Melbourne, en Velocitat per equips
- 2011-2012
  - 1r a la Classificació general i a la prova de Londres, en Keirin
  - 1r a la Classificació general i a les proves d'Astana i Londres, en Velocitat